# ワールド・ニーズ・ラヴ
「World needs love」（ワールド・ニーズ・ラブ）は、Earth Harmonyのシングル。2002年8月7日にFLIGHT MASTERから発売された。

## 解説
Earth Harmonyはw-inds.、FLAME、Folder5の3組12人による期間限定ユニットである。
「World needs love」は知的障害者によるサッカーのワールドカップ、「2002 INAS-FIDサッカー世界選手権大会」の公式テーマソング。ビデオ・クリップも制作されている。
カップリング曲「I'll be there」はw-inds.の新曲。

## 収録曲
1. World needs love
（作詞、作曲、編曲：T2ya）
「2002 INAS-FIDサッカー世界選手権大会」公式テーマソング
2. I'll be there / w-inds.
（作詞、作曲、編曲：T2ya）
3. World needs love (hyper fantasista mix)
（リミックス：planetcube）
4. World needs love (Instrumental)